# Dreams of Endless War
Dreams of Endless War – debiutancki album studyjny fińskiego melodic death metalowego zespołu Norther. Został wydany 18 lipca 2002. Utwory „Victorious One” oraz „Endless War” pochodzą z pierwszego dema tego zespołu Warlord. Utwory „Warlord” oraz „Endless War” to te same utwory; jedyną różnicą są ich tytuły na obu albumach. „Released” został wydany jako singel rok przed wydaniem albumu studyjnego.

## Lista utworów
1. „Darkest Time” – 6:10
2. „Last Breath” – 5:01
3. „Released” – 4:08
4. „Endless War” – 6:49
5. „Dream” – 4:34
6. „Victorious One” – 5:44
7. „Nothing Left” – 4:22
8. „The Last Night” – 2:18
9. „Final Countdown” (Europe cover) – 4:22
10. „Youth Gone Wild” (Skid Row cover Bonus Track dla wersji japońskiej) – 3:02

## Wideografia
Do utworu „Released” został nakręcony teledysk, który można obejrzeć tutaj.

## Twórcy
- Petri Lindroos – gitara elektryczna, growl
- Kristian Ranta – gitara elektryczna
- Tuomas Planman – keyboard
- Jukka Koskinen – gitara basowa
- Toni Hallio – perkusja